# Skull and Bones
Pour les articles homonymes, voir Skull and Bones (homonymie).
 (novembre 2012).
 (avril 2009).
Si vous disposez d'ouvrages ou d'articles de référence ou si vous connaissez des sites web de qualité traitant du thème abordé ici, merci de compléter l'article en donnant les références utiles à sa vérifiabilité et en les liant à la section « Notes et références ».

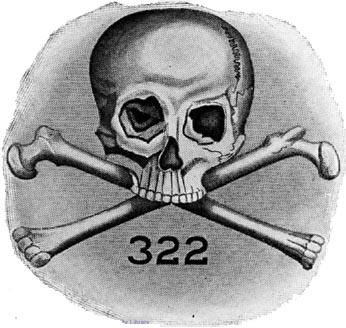
Emblème de la société Skull and Bones. Il montre le nombre 322 surmonté d'un crâne sans mandibule et deux os longs croisés pas clairement identifiables : l'épiphyse proximale indique des fémurs mais l'épiphyse distale évoque des humérus.

La Skull and Bones (littéralement Crâne et Os) est une fraternité étudiante de l'université Yale aux États-Unis. Ce groupe est aussi connu par les anglophones sous les noms « Chapter 322 » et « Brotherhood of Death » (« Fraternité de la Mort »).
Ce serait la première société secrète qui ait vu le jour à Yale, sous l'impulsion de William Huntington Russell en décembre 1832. Elle constitue l'une des plus prestigieuses sociétés secrètes américaines, avec Phi Beta Kappa (société honorifique antérieure qui en est à l'origine), Scroll and Key, Wolf's Head, Book and Snake et Berzelius. Quelques sociétés d'honneur implantées dans d'autres universités se sont visiblement inspirées des Skull and Bones ou possèdent un prestige similaire, ses membres étant reconnus comme l'élite par certains étudiants. Ce sont par exemple les Cap and Skull à l'université Rutgers, la société Bishop James Madison au Collège de William et Mary, ou les Iron Arrow Honor Society à l'université de Miami.
Il existe d'autres sociétés portant le nom Skull and Bones : à l'université d'État de Pennsylvanie ou encore à l'université Vanderbilt, mais ce ne sont que des clubs d'anciens élèves qui n'ont, à part le nom et le logo, rien à voir avec les Skull and Bones d'origine.

## Origine

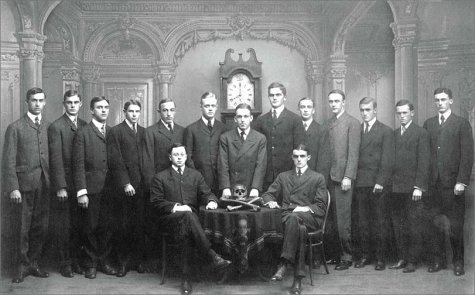
Quinze membres de la confrérie de la mort. Chaque nouvelle coterie est constituée de quinze personnes toujours prises en photo de la même manière avec un guéridon couvert d'une nappe où est brodé l'emblème de la société sur laquelle sont entreposés deux fémurs en croix et un crâne. L'assemblée est dominée d'une horloge de parquet indiquant huit heures du soir. Les os sur la table seraient les restes de la dépouille de Geronimo, dont la société secrète aurait profané la sépulture.

William Huntington Russell étudie en Allemagne de 1831 à 1832. C'est alors une terre d'idées nouvelles. La méthode scientifique y est appliquée à toutes les études sur le comportement humain.
La Prusse se reproche la défaite de ses forces armées contre celles de Napoléon en 1806 alors que ses soldats sont considérés comme étant les meilleurs au monde. C'est ainsi qu'en 1817, les universités allemandes créent un nouveau type de système éducatif basé sur les principes, toujours appliqués à l'heure actuelle, établis par Jean-Jacques Rousseau et John Locke. Johann Gottlieb Fichte, dans son « adresse au peuple allemand », déclare que les enfants doivent désormais prendre les rênes de l’État. Sa chaire à l'université est reprise par Hegel qui y enseignera jusqu’à sa mort en 1831.
Mais l'Allemagne possède encore une autre spécialité, les sociétés secrètes étudiantes. William Huntington est ainsi initié et incorporé au chapitre de l'une d'entre elles. De retour à Yale, en 1832, il y crée avec Alphonso Taft la société Skull and Bones. Ce terme Bones s'avère être le chapitre d’un corps au sein d'une université allemande. Ainsi W. H. Russel et 14 autres membres de terminale fondent l’ordre du Skull and Bones.

## Histoire
Depuis 1832, à Yale, quinze juniors sont brutalisés chaque année par leurs aînés afin d’être initiés et intégrés au groupe l’année suivante. On dit que chaque initié reçoit 15 000 dollars et une montre gousset. Loin d’être une sorte de maison du plaisir dont l'activité se réduirait aux seules années de campus, le groupe conserve par la suite des relations suivies afin de favoriser la réussite de ses membres dans le monde post-universitaire.
Le 29 septembre 1876, un groupe s'appelant « L'ordre du Dossier et de la Griffe » entre par effraction dans la maison des S&B et en décrit l'intérieur.
En 1943, un acte législatif spécial du Connecticut a exempté les associés de Russell Trust Association, qui gère entre autres les avoirs de la S&B, de remplir un rapport d'activité comme il l'est demandé à n'importe quelle autre société.

## Contexte
Yale était au moment de la création des S&B un exemple typique d'institution rigide et figée reproduisant les élites et leur hiérarchie interne sans tenir compte de l'évolution de l'origine sociale des élèves. Le déclassement était en général occasionné par un manquement disciplinaire sanctionnant la tache que l'élève avait faite à son lignage et non par des résultats scolaires médiocres. De plus, les élèves plus âgés avaient le droit et étaient même encouragés à bizuter ou humilier les étudiants issus de classes inférieures afin de leur inculquer le respect d'une hiérarchie brutale.

## Idéologie
Selon Maurizio Blondet, l'idéologie de la fraternité se place au-delà de la gauche et de la droite qui ne sont que des éléments d'une dialectique qu'ils entendent dépasser car ils s'estiment supérieurs. Désirant s'adonner à toutes les manœuvres politiques, ils utilisent tantôt l'idéologie attribuée à la droite et tantôt celle attribuée à la gauche, comme de simples étiquettes.

## Influence

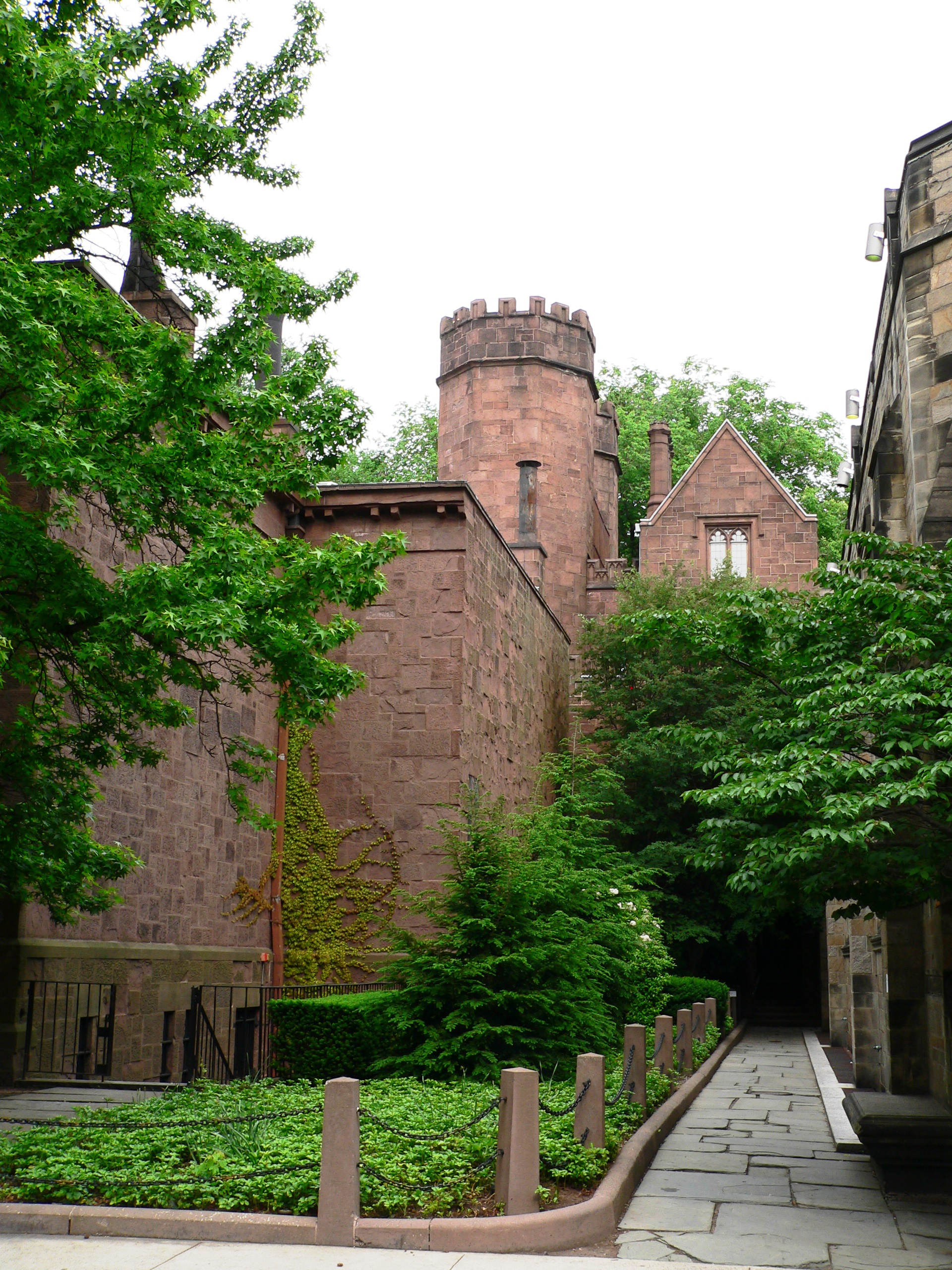
Façade nord des locaux de la Skull and Bones.

Dans son livre Le Pouvoir occulte américain, Anthony Sutton dénonce la capacité du Skull and Bones à établir des chaînes d’influences verticales et horizontales, ce qui permet d’assurer une continuité dans leur plan de domination de la politique.
Le lien Whitney-Stimson-Bundy représenterait la « chaîne verticale ». W. C. Whitney (1863), qui a épousé Flora Payne (de la dynastie Standard Oil Payne), a été Secrétaire à la Marine. Son avocat était un homme nommé Elihu Root. Root engagea Henry Stimson (1888) à sa sortie de l’école de droit. William Howard Taft, 27e président des États-Unis et bonesman lui aussi, engagea Stimson au poste de secrétaire à la Guerre en 1911. Plus tard ce dernier devint gouverneur-général des Philippines. Hollister Bundy (1909) fut l’assistant spécial de Stimson et un homme essentiel au Pentagone durant le projet Manhattan. Ses deux fils furent également membres du S&B : William Bundy (1939) et McGeorge Bundy (1940) furent très actifs dans les affaires gouvernementales grâce à leurs positions dans la CIA, le département de la Défense et le département d'État, et en tant qu'aides spéciaux aux présidents Kennedy et Johnson. Ils ont ainsi exercé un impact significatif sur l'écoulement de l’information et de l’espionnage pendant la guerre du Viêt Nam. William Bundy continua à être rédacteur de Foreign Affairs, le trimestriel très influent du Council on Foreign Relations (CFR). McGeorge devint président de la Fondation Ford. Deux autres familles de bonesmen très influents furent les Harriman et les Bush. Averil Harriman était considéré comme un « sage » au sein du Parti démocrate. Son frère Roland Harriman en était également un partisan très actif.
Ce qui frappe à la lecture de la liste des membres des Skull and Bones, c'est la présence quasi systématique des noms des familles américaines les plus prestigieuses. Lord, Whitney, Taft, Jay, Bundy, Harriman, Weyerhaeuser, Pinchot, Rockefeller, Goodyear, Sloane, Stimson, Phelps, Perkins, Pillsbury, Kellogg, Vanderbilt, Bush, Lovett et ainsi de suite. Les Skull and Bones sont tout simplement le club de l’élite, de la classe dirigeante, encore aujourd'hui, comme en témoigne la présence de George W. Bush et de John Kerry, liés par conséquent par un « pacte secret ».
Selon le sociologue Rick Fantasia, la Skull and Bones Society sert notamment de « courroie de transmission vers la Cour suprême, la Central Intelligence Agency (CIA), les firmes d’avocats et les conseils d’administration les plus prestigieux du pays ».

## Quelques membres célèbres
- Prescott Bush
- George H. W. Bush
- George W. Bush
- John Kerry
- E. Roland Harriman
- William Chauvenet
- H. S. Fenimore Cooper (petit-fils de James Fenimore Cooper)
- Knight Woolley
- Ellery James
- Henry Neil Mallon
- Frederick W. Smith (fondateur de FedEx)
- Austan Goolsbee (économiste en chef de Obama)
- William F. Buckley (fondateur du National Review)
- Dana Milbank (reporter politique pour le Washington Post)

## Locaux

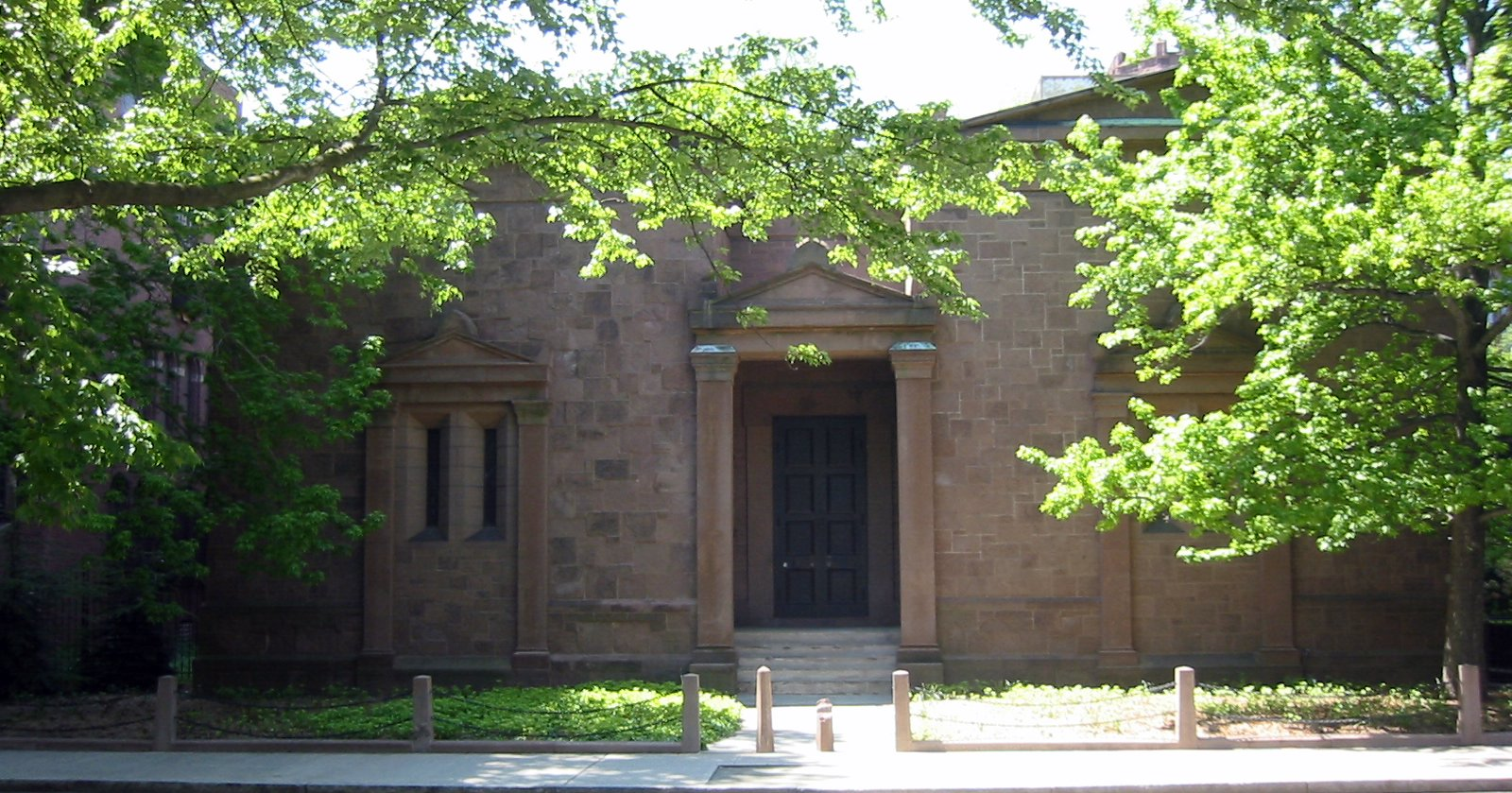
Les locaux de la Skull and Bones en 2006.

Le 29 septembre 1876, un groupe s'appelant « L'Ordre du Dossier et de la Griffe » entre par effraction dans la maison des S&B et décrit une loge 324, dont tous les murs sont décorés de velours noir, et la loge 322, dont les murs sont recouverts de velours rouge avec un pentagramme. Dans le hall se trouvent les images de fondateurs de l'ordre à Yale ainsi que des membres de la société en Allemagne. Sur le mur occidental se trouve une vieille gravure représentant un cercueil ouvert dans lequel, sur une galette en pierre, reposaient 4 crânes humains groupés autour d'un chapeau, d'un livre ouvert, de cloches, de plusieurs instruments mathématiques et d'une couronne royale. Sur le mur au-dessus du cercueil sont indiqués les mots « Wer war der Thor, wer weiser, wer Bettler oder, Kaiser? » (« Qui était l'imbécile, qui était le sage ? Le mendiant ou l'empereur ? ») et « Ob arm, ob reich, im Tode gleich » (« Pauvre ou riche, on est tous égaux dans la mort ») envoyés par le chapitre allemand de la société.

### L'île Deer

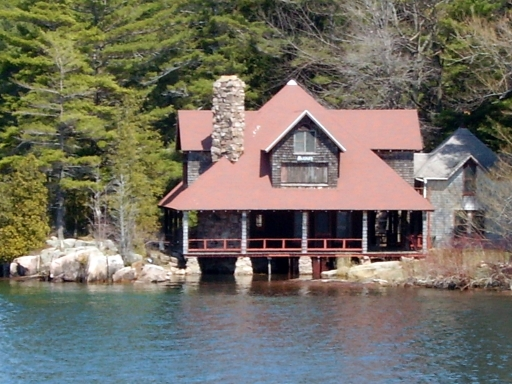
Locaux de la S&B sur l'île Deer.

La fraternité est propriétaire de l'île Deer, située dans l'archipel des Mille-Îles, à la frontière des États-Unis et du Canada, entre l'État de New York et la province de l'Ontario. Plus précisément, elle est la propriété de la Russell Trust Association, entité de la fraternité.

### Discographie
- Skull & Bones est un double album du groupe de rap américain Cypress Hill, sorti en 2000. Son titre fait directement référence à cette société secrète.

### Filmographie

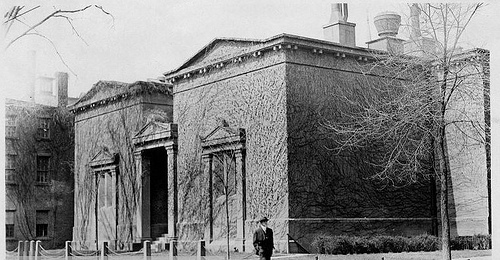
Vue extérieure des locaux de la Skull and Bones, 64 High Street, New Haven, au début du XXe siècle.

- 2000 : The skulls société secrète ;
- Une trilogie, Skull and Bones : The Skulls : société secrète, The Skulls II et The Skulls 3 ;
- 2005 au cinéma dans la série Gilmore girls (saison 5) Rory Gilmore entre dans la brigade à la vie à la mort comme journaliste pour écrire un article dans le journal universitaire de Yale ;
- 2007 : Raisons d'État (The Good Shepherd) de Robert De Niro avec Matt Damon et Angelina Jolie retrace une partie de la vie d'Edward Wilson (qui s'inspire de James Jesus Angleton), membre de la Skull and Bones Society à Yale et agent de la CIA ;
- 2008 : dans la série Gossip Girl, Chuck Bass se voit proposer l'offre d'intégrer les Skull and Bones.